# カンチェ

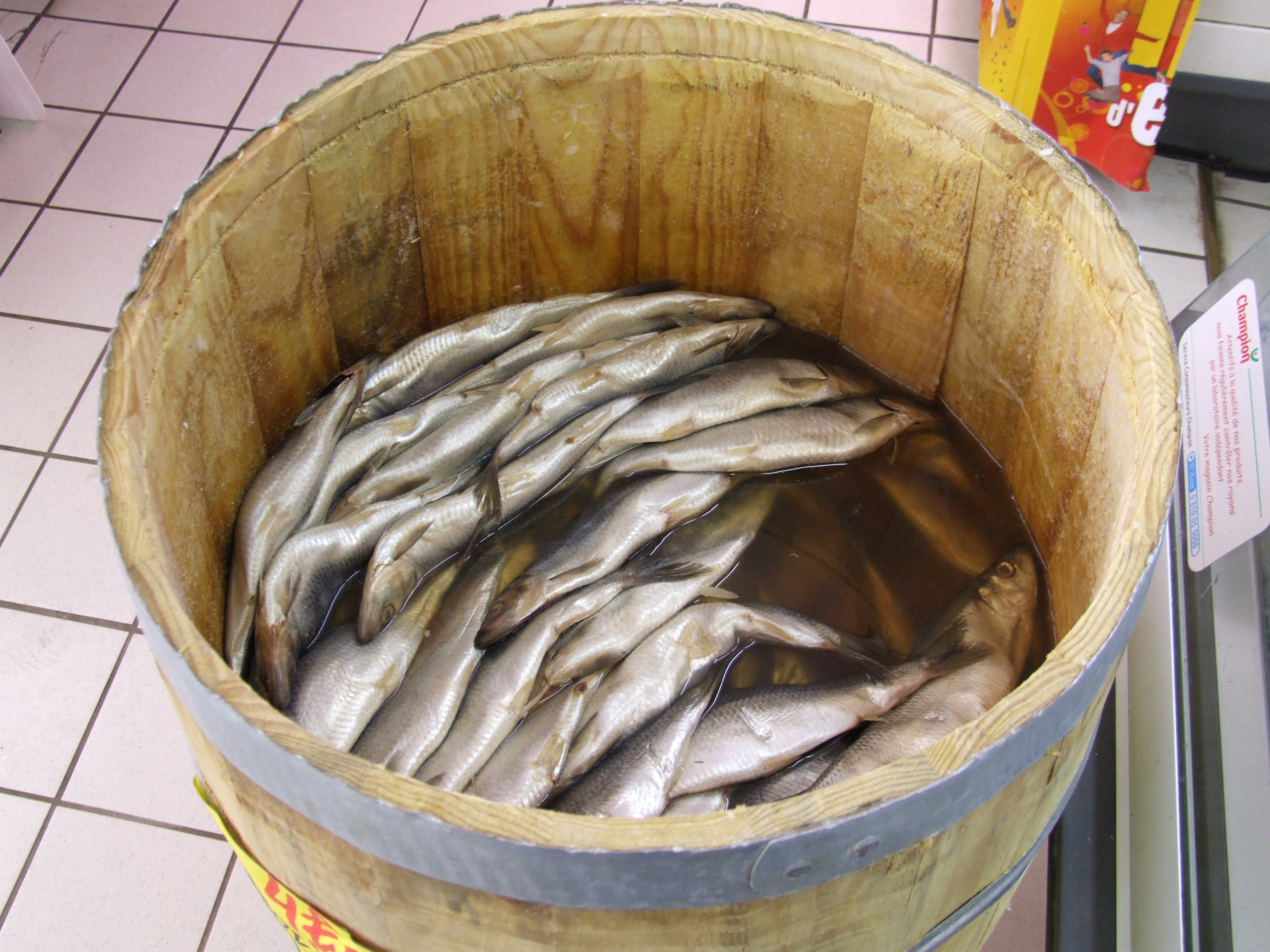
カンチェとはニシンを塩漬けにした樽のこと

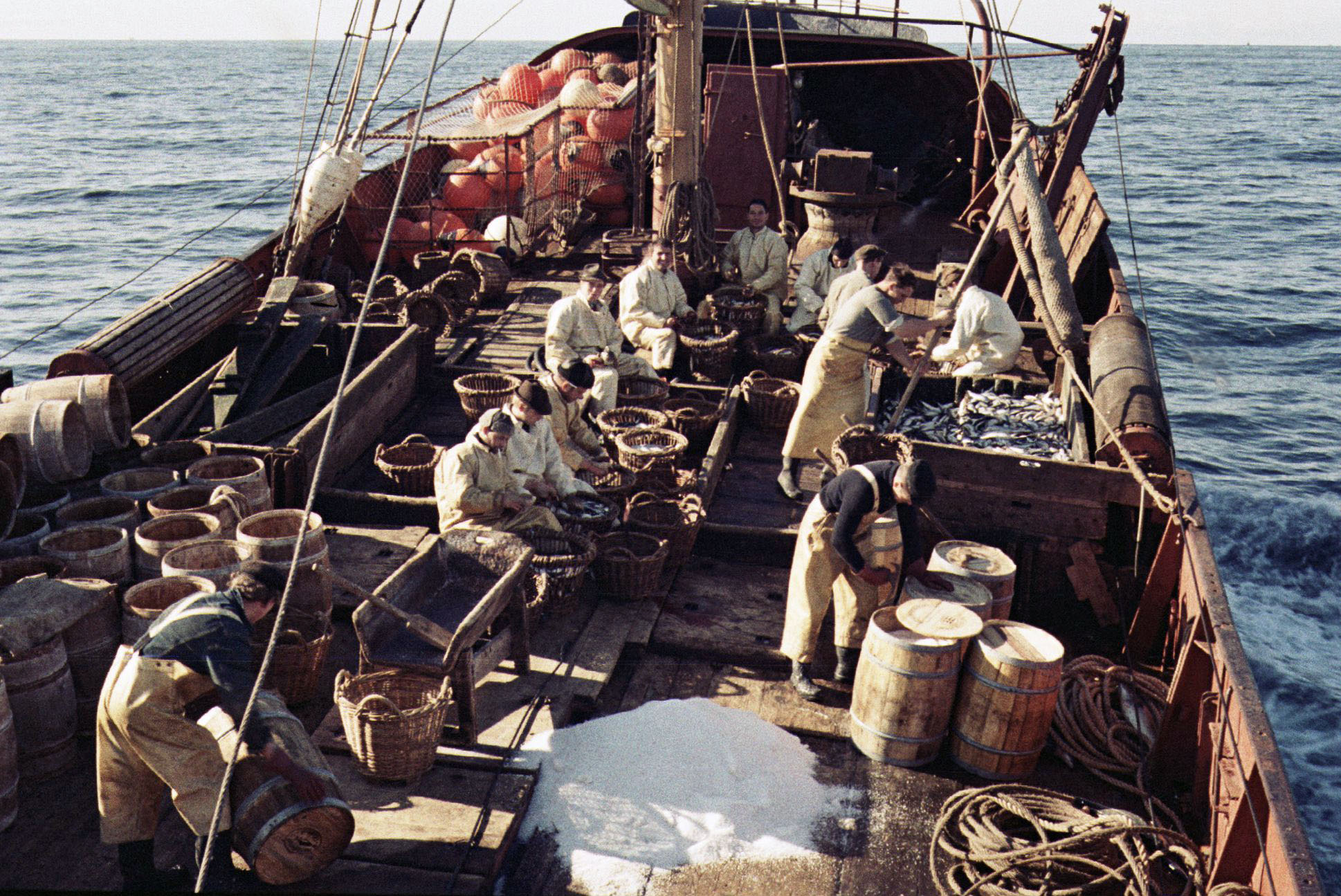
獲れたてのニシンを船の上で内臓を取り除き、塩漬けにし、船上で樽に貯蔵する。

カンチェ (ドイツ語: Kantje) は、ニシン樽のことで19世紀から20世紀にかけてオランダやドイツのニシン漁業で使用された単位である。船上で塩漬けニシンや薄塩のマチニシンによく使われる樽一つには約800〜1000匹のニシンが入っていた。
カンチェからキログラムへの換算係数は広く議論されている。オランダ漁業研究所（RIVO）は、カンティエの平均値を90kgとし 、国際海洋探査協議会はオランダとドイツで100kgとしている。
J. M. Verhoeffがオランダ王立科学アカデミーのために書いたオランダの古い単位と重量に関する本には、1カンティエは94kgに相当するが、陸上で樽に詰めると100kgになると定義されている。これらの科学的な資料によると、カンティエの数値は94kgから100kgの間である。
カンチェの換算係数については、ニシン漁の会社であるParlevliet & Van der PlasとJaczonに関するオランダの2つの新聞記事で詳しく説明されている。また、「海事用語集」では94kgとされている。